# Cyperus tomaiophyllus
Cyperus tomaiophyllus är en halvgräsart som beskrevs av Karl Moritz Schumann. Cyperus tomaiophyllus ingår i släktet papyrusar, och familjen halvgräs. Inga underarter finns listade i Catalogue of Life.